# Picris burbidgeae
Picris burbidgeae là một loài thực vật có hoa trong họ Cúc. Loài này được S.Holzapfel miêu tả khoa học đầu tiên năm 1993.